# Бёрнс, Энтони
Энтони Бёрнс (англ. Anthony Burns; 31 мая 1834 — 17 июля 1862) — афроамериканец, бежавший из рабства в Виргинии в 1854 году. Его арест и суд над ним в Бостоне, а затем депортация обратно в Виргинию вызвала широкое общественное возмущение на севере и усилили поддержку отмены рабства.
Бёрнс родился рабом в округе Стаффорд, штат Виргиния. В молодости он стал баптистом и «рабским проповедником» в церкви Фалмутского союза в Фалмуте. Хозяин часто использовал его, из-за чего он научился читать и писать, выполняя различные поручения. В 1853 году Бёрнс бежал из рабства, добрался до свободного штата Массачусетс и начал работать в Бостоне.
В следующем году он был арестован по закону о беглых рабах 1850 года и предстал перед судом. Этот закон был встречен в Бостоне с презрением и яростным сопротивлением, а дело Бёрнса получило общенациональный резонанс, включая многочисленные демонстрации, протесты, нападения и насилие. Чтобы обеспечить беспрепятственную транспортировку Бёрнса на корабль, отплывавший в Виргинию после суда в городе были задействованы федеральные войска.
В конце концов, Бёрнса выкупили из рабства бостонские сторонники, но за время, проведённое в рабстве после возвращения в Виргинию, его здоровье было подорвано. Он получил образование в Оберлинском колледже и стал баптистским проповедником. Его призвали на службу в Верхнюю Канаду (Онтарио), где Бёрнс жил и работал до самой смерти. Суд над ним стал важным событием на пути США к гражданской войне, обострив отношения между севером и югом.